# Simulation dynamique
La simulation dynamique est, en physique numérique, la simulation de phénomènes d’un système d’objets qui sont libres de se déplacer, habituellement en trois dimensions et selon les lois du mouvement de Newton en dynamique, ou des approximations de ces lois[Quoi ?]. 
La simulation dynamique peut être utilisée pour produire des animations 3D et aider à rendre le déplacement d'entités plus réalistes, et ce dans différents domaines : en design industriel pour par exemple simuler des collisions lors des premières étapes de l’essai de choc automobile, dans l'ingénierie du trafic pour tester des infrastructures projets ou dans les jeux vidéo. Le mouvement des corps est calculé grâce à la résolution numérique des équations différentielles.